# آشپزی الجزایری

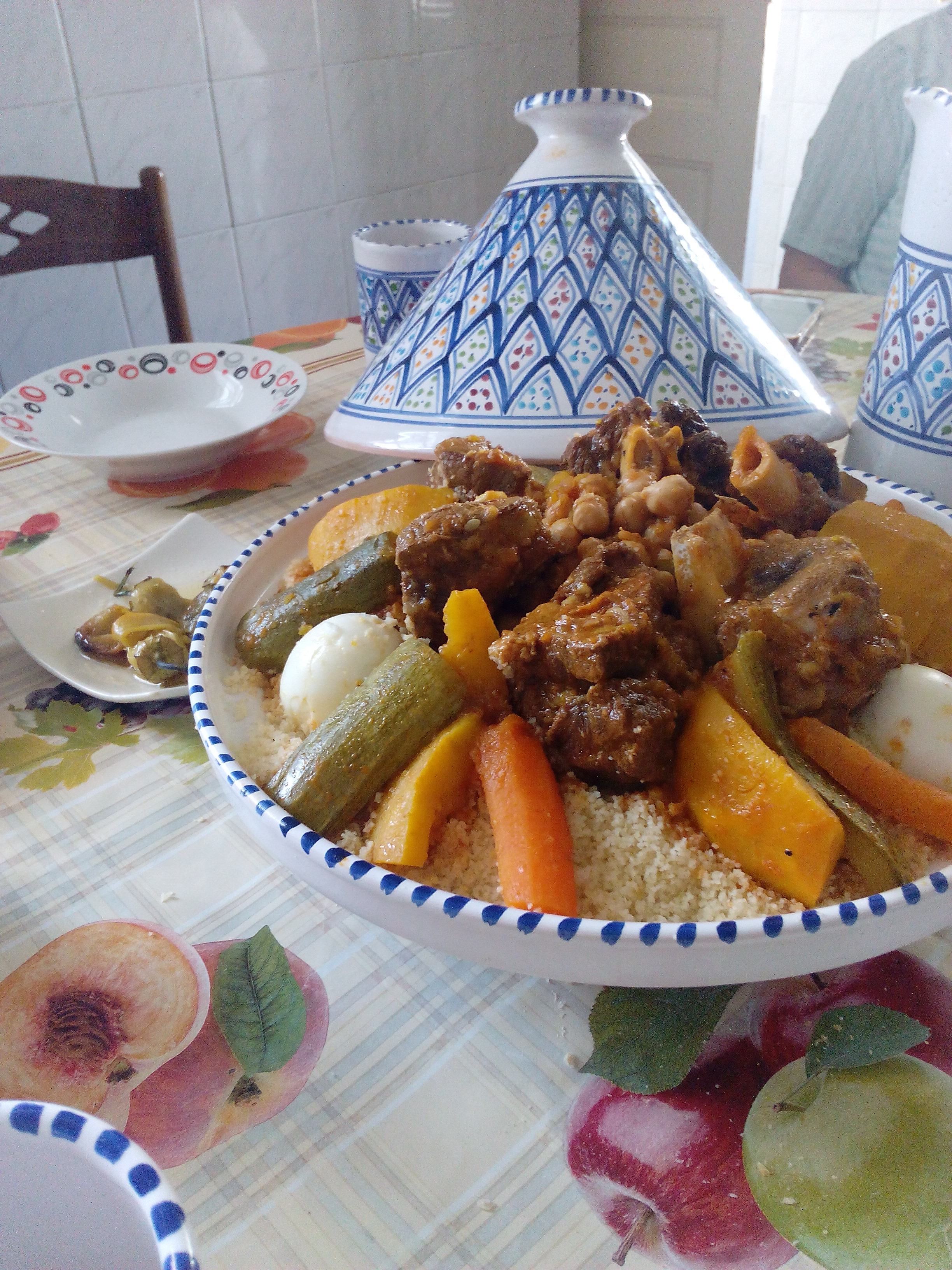
کوسکوس که اغلب به عنوان غذای ملی الجزایر در نظر گرفته می‌شود

آشپزی الجزایری شامل طعم‌ها و تأثیرات متعددی است که تاریخ و موقعیت این کشور را در چهارراه مدیترانه منعکس می‌کند.
این بر اساس هر دو محصولات زمینی و دریایی است. فتوحات یا حرکت جمعیتی به سمت قلمرو الجزایر دو عامل اصلی مبادلات بین اقوام و فرهنگ‌های مختلف بود. برای مکان آن، سنت‌های آشپزی الجزایری تلفیقی آمازیغ، اندلسی، عربی، عثمانی، مدیترانه‌ای است.
آشپزی الجزایری بسته به منطقه و فصل، غذاهای متنوعی ارائه می‌دهند، اما سبزیجات و غلات در هسته آن باقی می‌مانند. بیشتر غذاهای الجزایری حول محور نان، گوشت (گوشت بره، گوشت گاو یا مرغ)، روغن زیتون، سبزیجات و سبزی‌های تازه است. سبزیجات اغلب برای سالاد، سوپ، طاجین، کوسکوس و غذاهای مبتنی بر سس استفاده می‌شود. از بین تمام غذاهای سنتی الجزایری، معروف‌ترین آن کوسکوس است که از زمان پادشاهی نومدیا به عنوان یک غذای ملی شناخته شده است.

## مواد اولیه
الجزایر، مانند سایر کشورهای مغرب عربی، دامنه وسیعی از میوه‌ها و سبزیجات مدیترانه‌ای و حتی برخی میوه‌های گرمسیری تولید می‌کند. گوشت بره به‌طور معمول مصرف می‌شود. غذاهای دریایی مدیترانه‌ای و ماهی نیز خورده می‌شود.

### گوشت‌ها
الجزایری‌ها مقدار زیادی گوشت مصرف می‌کنند و این ماده غذایی تقریباً در هر وعده غذایی وجود دارد.. گوشت میش پر مصرف‌ترین گوشت در این کشور است.

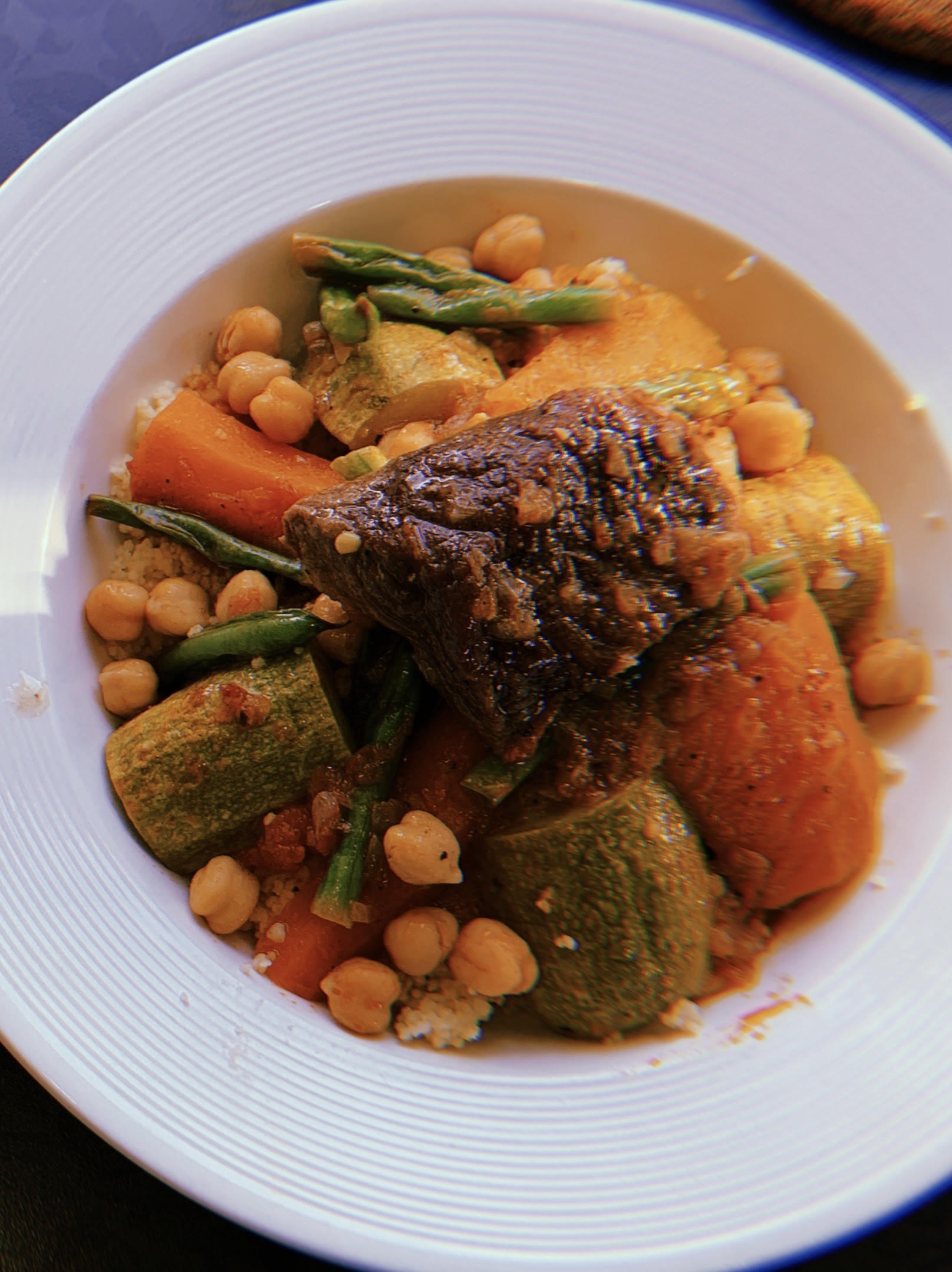
کوسکوس الجزایری با سبزیجات

مرغ و گوشت گاو نیز استفاده می‌شود؛ انواع دیگر گوشت که کمتر رایج هستند شامل گوشت شکار، پرندگان و گوشت گوزن به عنوان خوراکی‌های لوکس در نظر گرفته می‌شوند. در جنوب، گوشت شتر نیز خورده می‌شود.
مرقاز نوعی سوسیس است که از مردم بربر نشأت گرفته است.

### سبزیجات
سبزیجاتی که معمولاً استفاده می‌شوند شامل سیب‌زمینی (باتاتا/بتته), هویج (زرودیا/سناریه), شلغم (لفت), پیاز (بسل/بسلّا), گوجه‌فرنگی (توماتیش/تومتیش/ت‌ماتم), کدو (کُرجت/قرع/خیار), سیر (اتوم), کلم (کرومب), بادنجان (بیدنجان), زیتون (زیتون), نعناع (فلیو), کنگر (کرشف), لوبیا (فول), نخود (حمص), آرتیشو (قرنّون) و فلفل تند (فلفل) هستند.
سبزیجات معمولاً در خورشت‌ها (تاجین/جواز/دجوئیزا) و سوپ‌ها (چوربا/حریره/جاری) استفاده می‌شوند یا به سادگی سرخ یا بخارپز می‌شوند.

### ماهی و غذاهای دریایی
ساردین، هیک (Merluccius merluccius), میگو، اختاپوس، تن ماهی و ماهی کاد از جمله مواد اصلی دریایی هستند که معمولاً در آشپزی الجزایری و عمدتاً در خورشت‌ها یا سرخ شده مصرف می‌شوند.

### ادویه‌ها
در آشپزی الجزایری، بسیاری از ادویه‌جات مورد استفاده می‌شود، از جمله فلفل قرمز خشک (از انواع مختلف)، زیره، زردچوبه، دارچین، زنجبیل، پاپریکا، گشنیز، زعفران، ماسه، میخک، رازیانه، انیس، جوز هندی، فلفل کاین، شنبلیله و فلفل سیاه.
برخی از مخلوط‌های ادویه نیز در منطقه شمال آفریقا سنتی هستند، مانند راس الحانوت که می‌تواند از حداکثر ۲۷ ادویه تشکیل شود.
حرور یک مخلوط ادویه است که به‌طور خاص در آشپزی الجزایری استفاده می‌شود و عمدتاً از زنجفیل، کوب، جوز هندی و دارچین تهیه می‌شود، اما دستورها ممکن است متفاوت باشند و شامل ادویه‌ها و گیاهان بیشتری مانند رازیانه یا شیرین بیان باشند.

## غذاها

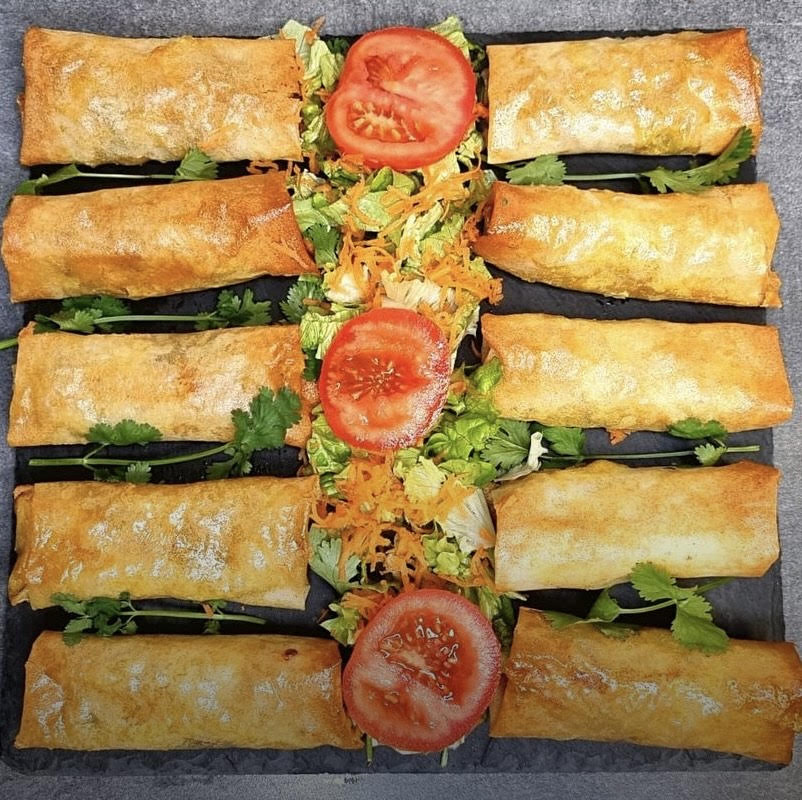
شیرینی بورک الجزایری

### پیش غذا
برخی از پیش‌غذاهای کوچک می‌توانند قبل از غذای اصلی خورده شوند (که به‌طور سنتی در ماه رمضان تهیه می‌شوند). این پیش‌غذاها معمولاً سوپ‌ها هستند (که معروف‌ترین آن چوربا است) همچنین شامل کمیه، برخی از خوراک‌ها از آب‌گوشت (مانند جگر یا قلوه) یا هویج با زیره (زرودیا مخارملّا) می‌شوند.
برخی از سالادهای سنتی مانند چلاتا فلفل (سالادی از فلفل‌های کبابی/دودی، گوجه‌فرنگی، پیاز یا پیازچه و سیر با روغن زیتون و سرکه، که معمولاً سرد سرو می‌شود)، زالوک (یک نوع راتاتویی از بادنجان و گوجه‌فرنگی که معمولاً گرم یا سرد سرو می‌شود) یا سالادهایی که با چغندر، ذرت، خیار، گوجه‌فرنگی و تخم‌مرغ تهیه می‌گردند نیز می‌توانند قبل از وعده غذایی سرو شوند.

### غذاهای اصلی

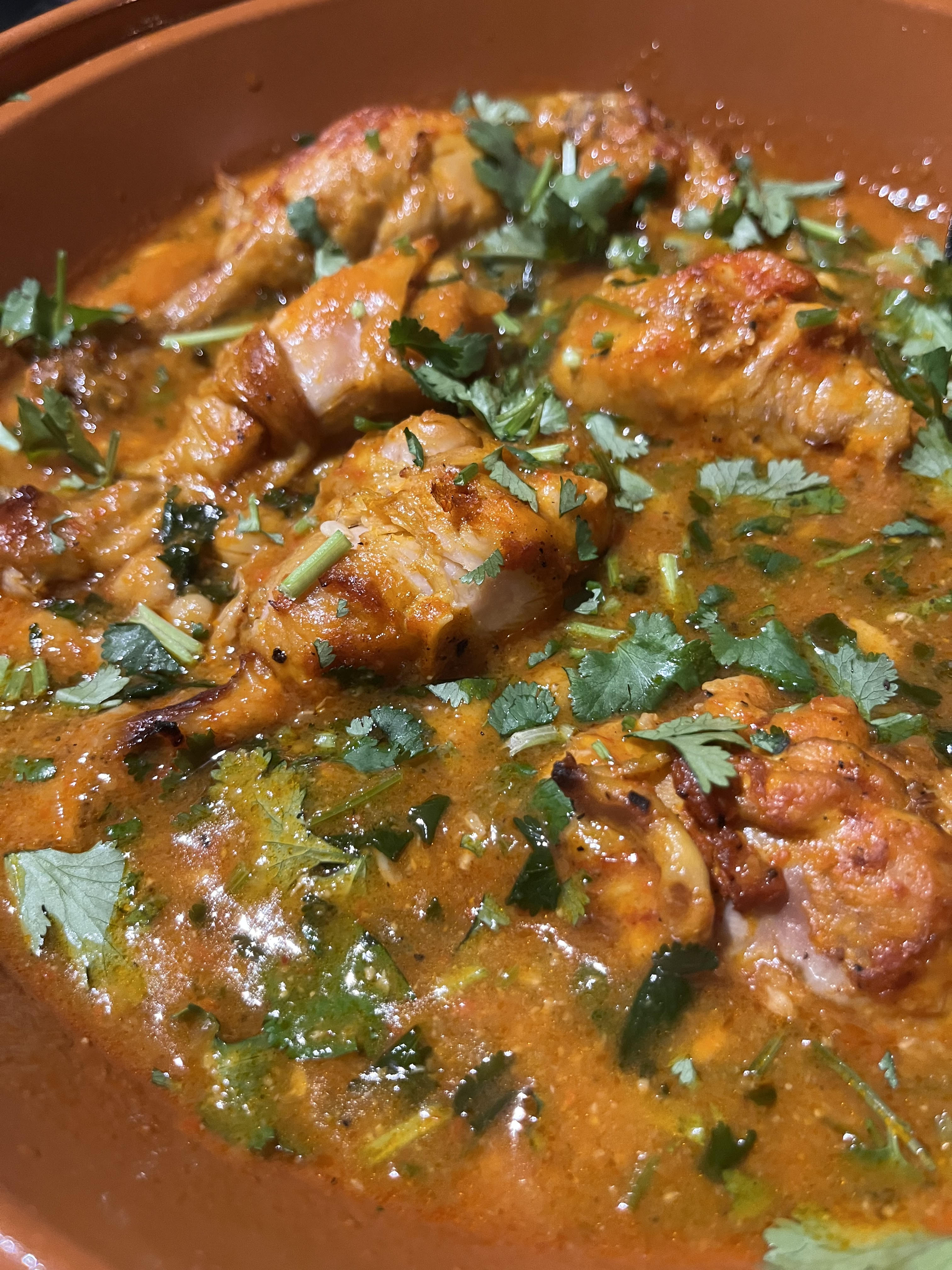
چیتا مرغ الجزایری تند

یکی از غذاهای رایج و محبوب در آشپزی الجزایری کوسکوس است. سمولینا به‌طور سنتی از گندم تهیه می‌شود اما می‌تواند از جو نیز درست شود. دانه‌ها همچنین می‌توانند تخمیر شوند تا ال حموم کوسکوس تهیه شود. این غذا می‌تواند به روش‌های مختلفی تهیه شود، معمولاً با سس و گوشت گاو یا گوشت بره و کدو، هویج، نخود و لوبیا سبز، مرغ، عدس و لوبیا چشم بلبلی. کوسکوس همچنین می‌تواند به صورت مصفوف (یا ثامقفولت در کابیله) مصرف شود، که نوع خشک بدون سس و سبزیجاتی مانند لوبیا، نخود یا همچنین با کشمش و خرما است، که به‌طور سنتی همراه با شیر تخمیر شده سرو می‌شود.
در آشپزی سنتی الجزایری، چندین نوع غذا با ماکارونی وجود دارد: رشتا، چخچوخه، برکوقس، تیکوربابین (که همچنین اسبان نامیده می‌شود)، افطیر اوکسول و تلیتلی یا تریدا. این غذاهای سنتی از ماکارونی معمولاً در خورشتی قرمز تهیه می‌شوند، به جز رشتا که معمولاً در خورشتی سفید در الجزایر درست شده و با گوشت و سبزیجات سرو می‌شود.
غذاهای گیاهی نیز بخش مهمی از رژیم غذایی الجزایری هستند، مانند کارنتیتا (فلان نخود)، تبیکا (خورش سبزیجات)، شاکشوکا، زالوک (راتاتویی از بادنجان و گوجه‌فرنگی که معمولاً گرم یا سرد سرو می‌شود). این غذاها معمولاً با نان مصرف می‌شوند.
تاجین یا djouez غذاهای سنتی هستند که در خورش تهیه می‌شوند یا به روشی مشابه پخته می‌شوند که در اصل در قابلمه سفالی هستند. آنها می‌توانند گیاهخوار باشند، اما به‌طور کلی از گوشت (یا بره یا مرغ) و سبزیجات درست می‌شوند. تاجین‌های خاصی که در سس قرمز درست می‌شوند، chtitha نامیده می‌شوند (برای مثال chtitha djaj یک غذای مرغ است که در سس قرمز با نخود پخته می‌شود). سایر غذاهای معروف عبارتند از کوبب (مرغ پخته شده در سس سفید با دارچین و نخود و با سیب زمینی سرخ شده غلیظ و جعفری سرو می‌شود)، زویتی، مرقا بل عسل (مخصوص تلمسان).
طاجین یا دژوئز غذاهای سنتی هستند که در خورش یا به شیوه‌ای مشابه تهیه می‌شوند و در ابتدا در یک ظرف سفالی پخته می‌شدند. این غذا می‌توانند گیاهی باشند، اما معمولاً از گوشت (یا بره یا مرغ) و سبزیجات تهیه می‌شوند. طاجین‌های خاصی که در سس قرمز تهیه می‌شوند شتیحه نامیده می‌شوند (به عنوان مثال شتیحه دجاج یک غذا از مرغ است که در سس قرمز با نخود پخته می‌شود). دیگر غذاهای معروف شامل کوبب (مرغ پخته شده در سس سفید با دارچین و نخود و سرو شده با سیب‌زمینی سرخ‌کرده ضخیم و جعفری)، زویتی و مارکا بل عسل (مخصوص تلمسان) هستند.
برخی از غذاهای دیگر عبارتند از:

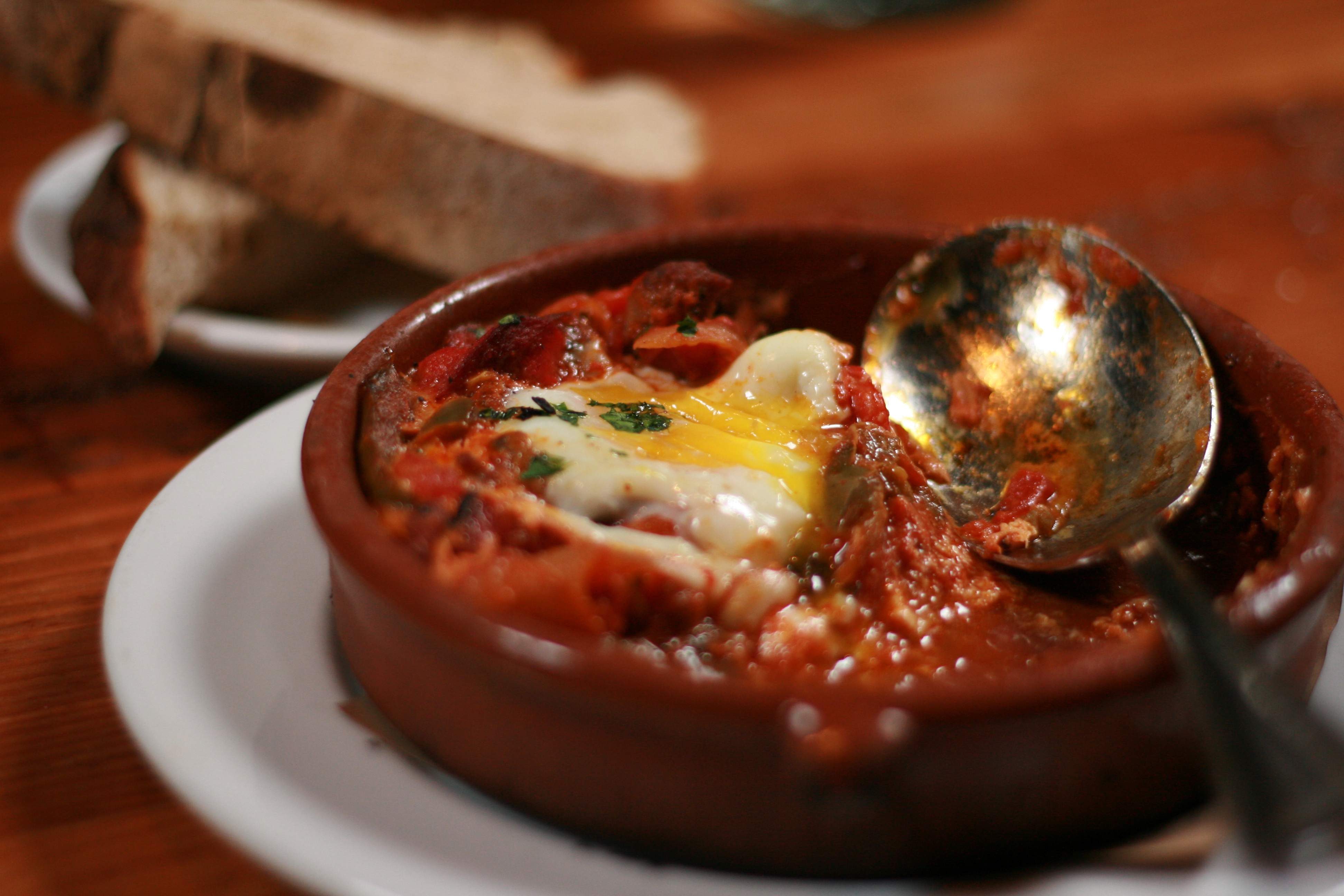
شاک شوکا

- بورک—رول‌های سرخ شده با انواع پرکننده‌ها، از جمله گوشت، تن ماهی، سیب‌زمینی و پنیر. یک نوع محبوب، بورک انابی از انابا است که بزرگتر و با سیب‌زمینی له شده، گوشت چرخ‌کرده، قارچ، پنیر، تخم‌مرغ و جعفری پر شده است.
- مهدجب—نان تختی که با پیاز و سس گوجه‌فرنگی پر شده است.
- شاکشوکا، چکشوک، شخشوشا—ترکیبی از پیاز، گوجه‌فرنگی، فلفل دلمه‌ای، کدو و تخم‌مرغ. نسخه‌های مختلفی بسته به منطقه وجود دارد.
- چوربا فریک یا جاری—یک سوپ بر پایه گوجه‌فرنگی با گوشت بره.
- فرایت-املت—سیب‌زمینی سرخ‌کرده با تخم‌مرغ.
- دوبارا—سوپ نخود.
- دلمه—سبزیجات پر شده که در یک آب‌گوشت پخته می‌شوند.
- طاجین متویم - کوفته‌هایی که در تاجین پخته می‌شوند.

### سوپ‌ها
الجزایر چهار سوپ سنتی معروف دارد که در سرتاسر کشور مصرف می‌شود: چوربا فریک (که در برخی مناطق به جای فریک با کنافه پخته می‌شود)، حریره، جاری و تچیچا. این سوپ‌های سنتی الجزایری در ابتدای وعده غذایی به عنوان پیش‌غذا سرو می‌شوند و عمدتاً از گوشت بره، گوشت گوسفند یا مرغ، نخود، گوجه‌فرنگی، ورمیشل، گندم، ادویه‌جات و سبزیجات و حبوبات مختلف تهیه می‌شوند. این سوپ‌های متنوع در ماه رمضان بسیار محبوب هستند. گاسپاشو اورانیس نسخه الجزایری غذای مانچگو است. چوربا یک نوع دیگر نیز دارد، چوربا بیدا (چوربای سفید) که با مرغ، کادایف، نخود و جعفری بدون هیچ گوجه‌فرنگی پخته می‌شود. این سوپ به‌طور سنتی با لیمو ترش سرو می‌شود.